# Abrahám
Abrahám este o comună slovacă, aflată în districtul Galanta din regiunea Trnava. Localitatea se află la altitudinea de 125 m deasupra n.m., se întinde pe o suprafață de 15,78 km2 și în 2017 număra 1.032 de locuitori.

## Istoric
Localitatea Abrahám este atestată documentar din 1266.

## Demografie
| An:                | 1994 | 2004   | 2014   | 2024   |
| ------------------ | ---- | ------ | ------ | ------ |
| Număr de persoane: | 1140 | 1079   | 1038   | 1112   |
| Diferență:         |      | −5,35% | −3,79% | +7,12% |

| An:                | 2023 | 2024   |
| ------------------ | ---- | ------ |
| Număr de persoane: | 1125 | 1112   |
| Diferență:         |      | −1,15% |